# SimCoaster
SimCoaster é um jogo eletrônico de computador criado em 2001 pela Maxis cujo objetivo é construir e administrar um parque de diversões, você deve divertir as pessoas(principalmente crianças) e gerar lucro, Os modos de administrar o parque são bem complexos, e exigem uma certa atenção. Os funcionários tem um modo onde pode-se controlar a área de atuação deles, fazendo com que tudo corra dentro do normal. O jogo ainda dispõe de uma câmera em 1ª pessoa, onde você mesmo passeia pelo parque, e pode clicar nas pessoas e ver do que elas estão gostando e o que as desagrada. Agradar, diga-se de passagem é algo bem difícil, uma vez que o que satisfaz um fedelho, não faz a praia de um pai, ou até mesmo um vovô. Para contornar tal situação, é preciso que as atrações sejam bem variadas, e atinjam, cada uma, o publico alvo das mesmas. Talvez por isso o jogo peque um pouco em ser complexo demais.
O decorrer do jogo se passa ao ponto que vários desafios são postos a sua frente, e cabe a você decidir se os aceita ou não. Em caso positivo, espere coisas como retirar obstáculos ao crescimento do parque e deixar os usuários felizes por um determinado tempo.